# Itoite
La itoite è un minerale.